# こて (工具)
こて、コテ（鏝）は、手で持って使用する道具の総称。用途により、以下のように大別される。
- 左官ごて（masonry trowel、trowel） - 左官が壁や床にセメント、モルタル、漆喰、珪藻土などの塗材を塗りつけるための工具。
  - 金ごて（かなごて、金鏝） - 金属製
  - 木ごて（きごて、木鏝） - 木製
- はんだごて（半田鏝、soldering iron） - 熱してはんだの接合に用いる工具。
- 焼きごて（iron） - 熱して衣服や布地のしわを伸ばしたり、折り目をつける裁縫の道具。アイロン。
- 調髪・理髪用のこて（curling iron） - ヘアーアイロンともいい、熱して髪をなでつけるハサミ状の道具。
- お好み焼きなどに用いられる調理器具 - 「起し金」「へら」「てこ」
- 園芸用こて 苗の植え替えなど園芸用途に用いるもの。移植ごて。

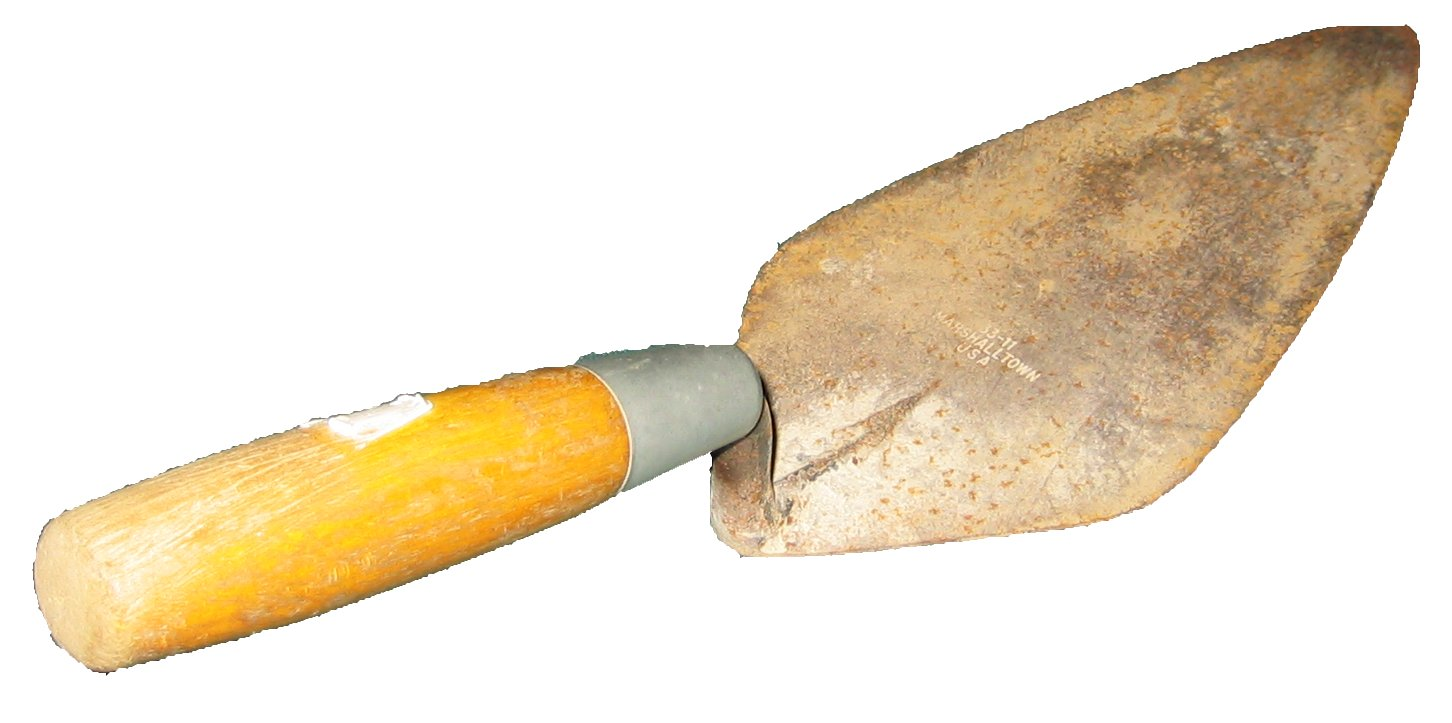
煉瓦用の左官ごて
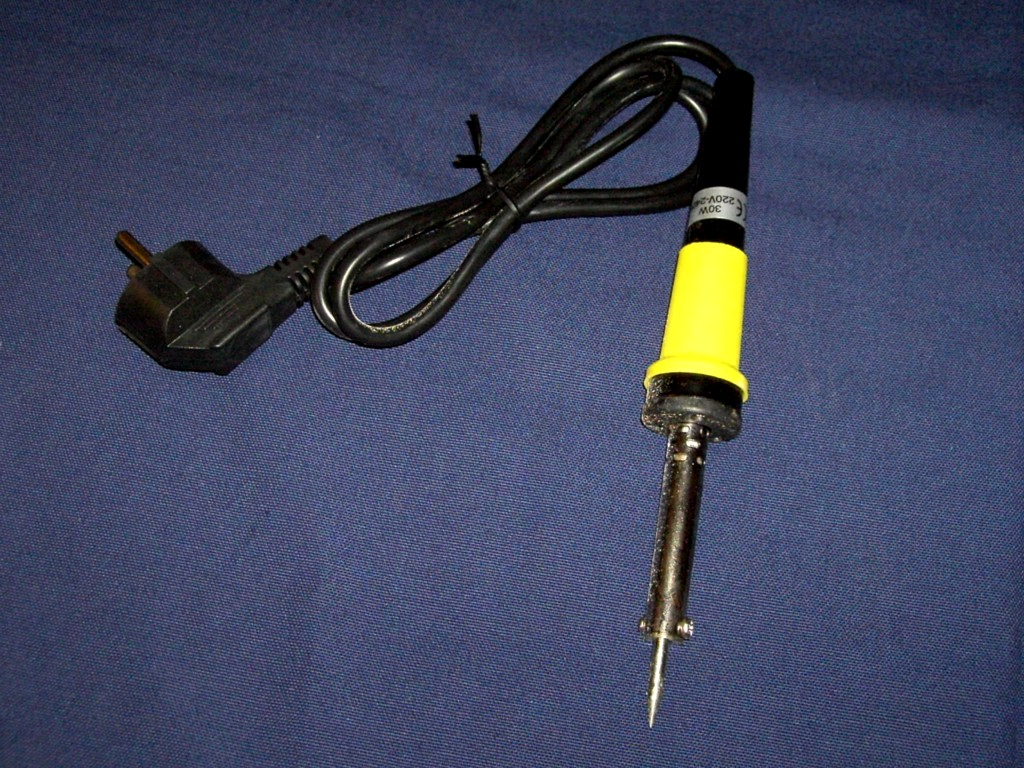
電気はんだごて
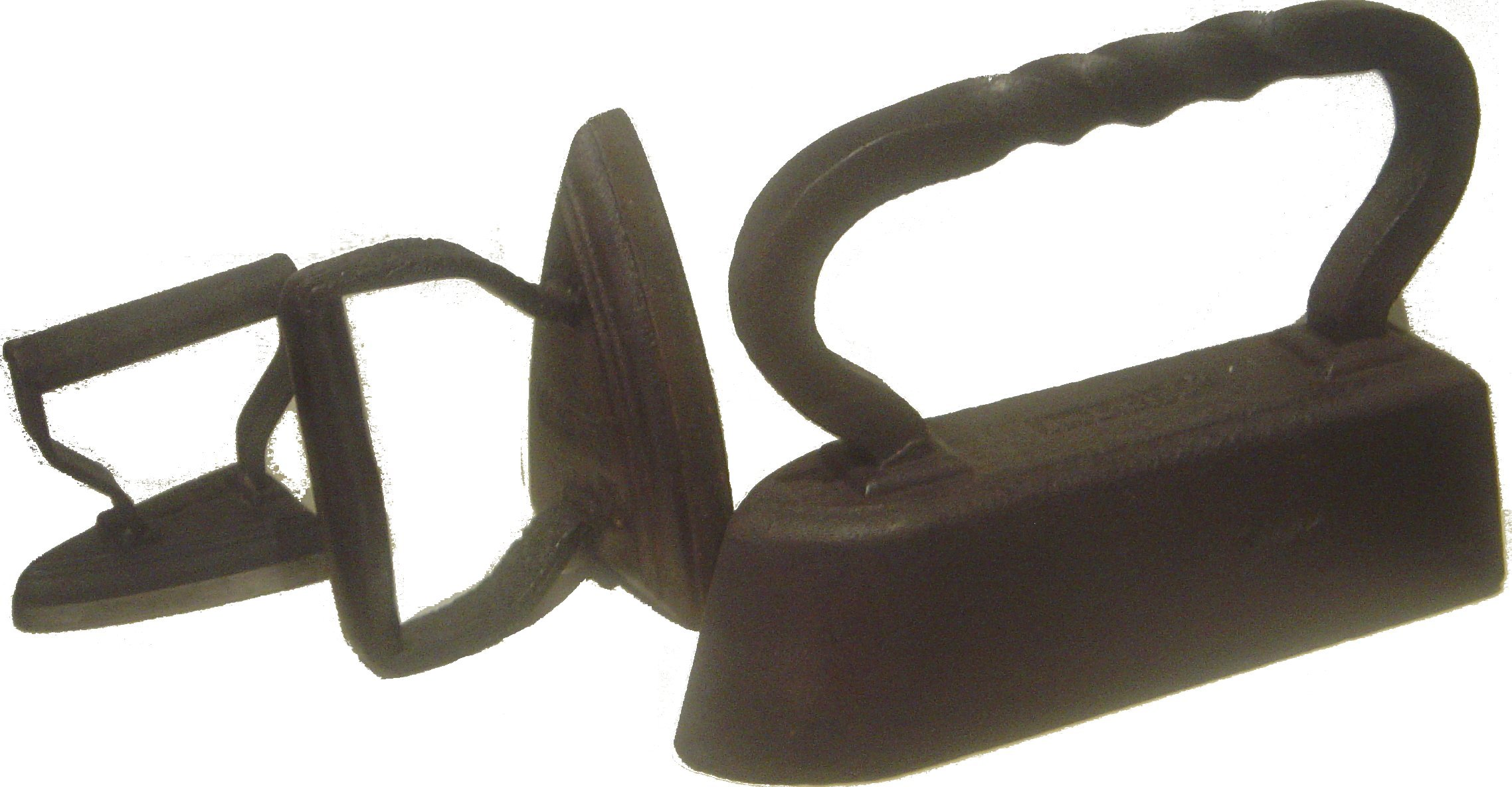
焼きごて（アイロン）
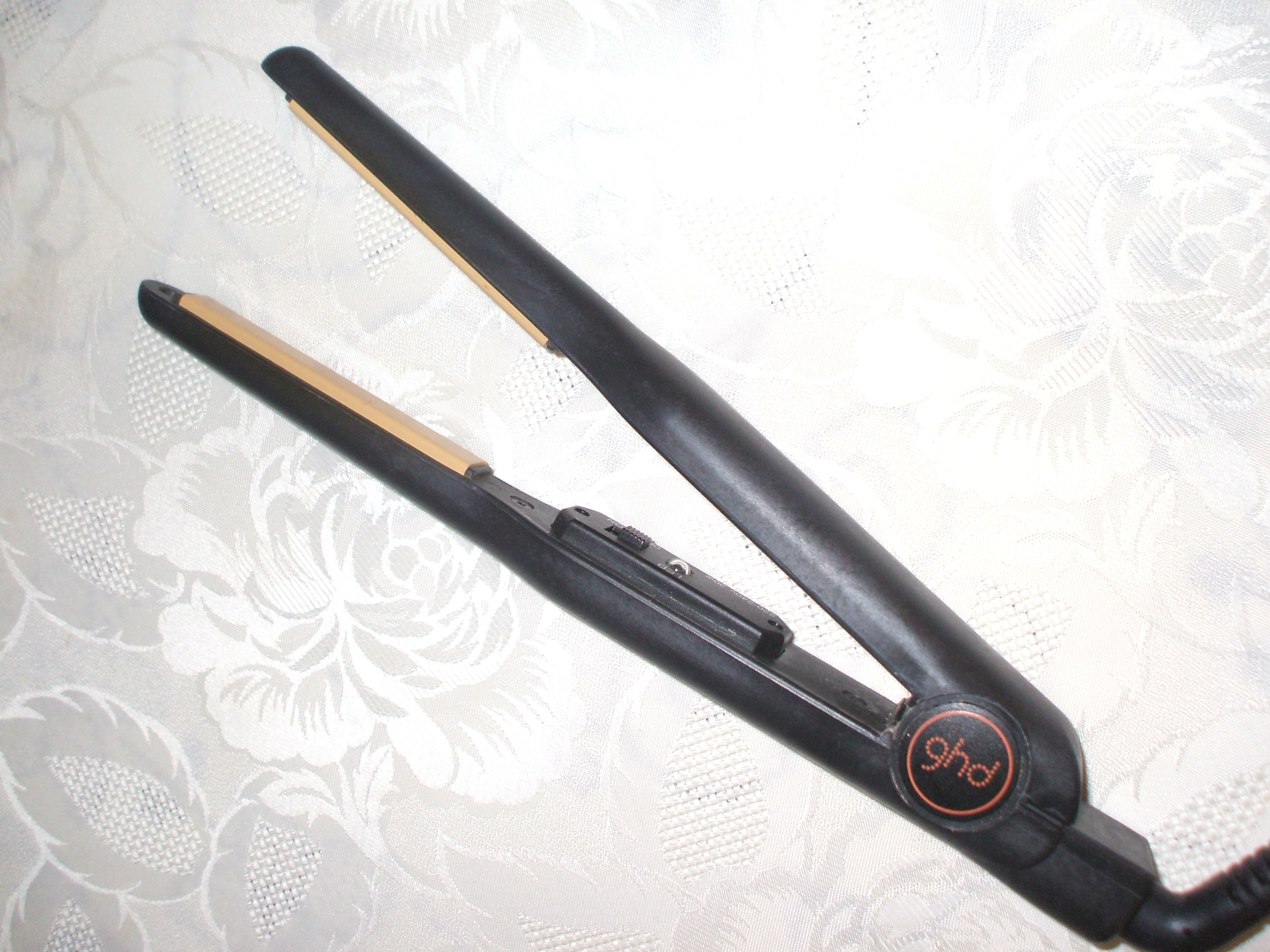
理髪用のこて（ヘアーアイロン）